# Route 325 (Nouveau-Brunswick)
Pour les articles homonymes, voir Route 325.
La route 325 est une route locale du Nouveau-Brunswick située dans le nord-est de la province, à l'ouest-sud-ouest de Caraquet. Elle permet de rejoindre la région acadienne de Paquetville-Saint-Isidore à Bertrand et Caraquet, depuis la route 135. Elle mesure 9 kilomètres, et est pavée sur toute sa longueur.

## Tracé
La 325 débute sur la route 135 à Trudel, 4 kilomètres au nord-ouest-nord de Paquetville. Elle se dirige vers le nord-est pendant 9 kilomètres, puis se termine à son intersection avec la route 11 dans le centre de Bertrand, 10 kilomètres à l'ouest de Caraquet. 

## Intersections principales
| Route 325  |          |    |                                                           |                 |
| Comté      | Location | km | Intersection/Destinations                                 | Notes           |
| Gloucester | Trudel   | 0  | R-135, Grande-Anse, Paquetville, Saint-Isidore            | Début de la 325 |
| Gloucester | Bertrand | 8  | Chemin Thériault sud, Thériault, Paquetville              |                 |
| Gloucester | Bertrand | 9  | R-11, Caraquet, Maisonnette, Grande-Anse, Tracadie-Sheila | Fin de la 325   |